# Tallewiesen
Tallewiesen este o arie protejată (arie specială de conservare — SAC, sit de importanță comunitară — SCI) din Germania întinsă pe o suprafață de 49,77 ha, integral pe uscat.

## Localizare
Centrul sitului Tallewiesen este situat la coordonatele 51°45′21″N 8°45′36″E / 51.7558°N 8.76°E.

## Înființare
Situl Tallewiesen a fost declarat sit de importanță comunitară în martie 2001 pentru a proteja 2 specii de animale. Situl a fost protejat și ca arie specială de conservare în martie 2007.

## Biodiversitate
Situată în ecoregiunea atlantică, aria protejată conține 1 habitat natural: Fânețe de joasă altitudine (Alopecurus pratensis, Sanguisorba officinalis).
La baza desemnării sitului se află mai multe specii protejate de  nevertebrate (2): Coenagrion mercuriale, Unio crassus.